# سيرو فوجيا
سيرو فوجيا هو لاعب كرة قدم إيطالي في مركز الهجوم، ولد في 25 مارس 1991 في نابولي في إيطاليا.

## وصلات خارجية
- سيرو فوجيا على موقع قاعدة بيانات كرة القدم.إي يو (الإنجليزية)
- سيرو فوجيا على موقع Soccerway.com (الإنجليزية)